# Coppa Italia di Serie A2 Élite 2024-2025
La Coppa Italia di Serie A2 Élite 2024-2025 è la 2ª edizione della manifestazione riservata alle formazioni di Serie A2 Élite di calcio a 5. La competizione consiste in due turni di qualificazione e in una Final Four svoltasi il 21 e 22 marzo 2025 presso il PalaTriccoli di Jesi (AN).

## Formula
Partecipano alla fase di qualificazione le squadre giunte tra il primo e l'ottavo posto nel proprio girone di Serie A2 Élite al termine del girone d'andata.

## Date e programma
| Turno                      | Sorteggio        | Date                  |
| -------------------------- | ---------------- | --------------------- |
| I turno di qualificazione  |                  | 1º e 11 febbraio 2025 |
| II turno di qualificazione | 18 febbraio 2025 |                       |
| Final Four                 | 10 marzo 2025    | 21 e 22 marzo 2025    |

## Squadre qualificate
Alla corrente edizione hanno partecipato le squadre giunte tra il primo e l'ottavo posto nel proprio girone al termine del girone d'andata.
| Girone A | Girone A         | Girone B | Girone B            |
| Pos.     | Squadra          | Pos.     | Squadra             |
| 1        | MestreFenice     | 1        | Capurso             |
| 2        | Mantova          | 2        | Academy Pescara     |
| 3        | Altamarca        | 3        | Itria               |
| 4        | Elledì Fossano   | 4        | New Taranto         |
| 5        | Maccan Prata     | 5        | Polisportiva Futura |
| 6        | Lecco            | 6        | CUS Molise          |
| 7        | Olympia Rovereto | 7        | Lazio               |
| 8        | Pordenone        | 8        | Roma                |

## Fase di qualificazione

### Regolamento
Tutto il torneo è articolato su gare con formula a eliminazione diretta. Le 16 squadre saranno assegnate alla posizione di tabellone in base alla loro classificazione al termine del girone d'andata, andando a formare un tabellone tennistico. Entrambi i turni preliminari si giocheranno in casa della squadra meglio classificata al termine del girone d'andata. Le 4 vincenti il secondo turno si qualificano alla Final Four in sede unica. In caso di parità al termine dei tempi regolamentari (in tutte le partite del torneo) sono previsti i tempi supplementari e, in caso di ulteriore parità, si qualifica la squadra che gioca in casa.

### I turno di qualificazione
Il I turno di qualificazione si è svolto tra il 1º e l'11 febbraio.
| Squadra 1       | Risultato   | Squadra 2           |
| --------------- | ----------- | ------------------- |
| New Taranto     | 3 - 4       | Polisportiva Futura |
| Academy Pescara | 4 - 4 (dts) | Lazio               |
| Capurso         | 6 - 2       | Roma                |
| Elledì Fossano  | 4 - 3 (dts) | Maccan Prata        |
| Itria           | 6 - 8       | CUS Molise          |
| Altamarca       | 3 - 2       | Lecco               |
| MestreFenice    | 4 - 3       | Pordenone           |
| Mantova         | 5 - 7       | Olympia Rovereto    |

### II turno di qualificazione
Il II turno di qualificazione si è svolto il 18 febbraio 2025.
| Squadra 1       | Risultato | Squadra 2           |
| --------------- | --------- | ------------------- |
| MestreFenice    | 6 - 2     | Elledì Fossano      |
| Capurso         | 6 - 1     | Polisportiva Futura |
| Altamarca       | 0 - 4     | Olympia Rovereto    |
| Academy Pescara | 9 - 1     | CUS Molise          |

## Final Four
La Final Four si svolgerà in sede unica il 21 e 22 marzo presso il PalaTriccoli di Jesi (AN).

### Regolamento
In caso di parità al termine della gara di Finale sono previsti due tempi supplementari da 5' effettivi ciascuno; persistendo lo stato di parità verranno svolti i tiri di rigore. Nelle semifinali non sono previsti tempi supplementari. Nelle stesse gare è fatto obbligo alle Società di impiegare almeno 9 (nove) giocatori formati di cui due nati dal 1° gennaio 2002 in poi.

### Tabellone
|  | Semifinali       | Semifinali       | Semifinali      |                 |         | Finale  | Finale | Finale |  |
|  |                  |                  |                 |                 |         |         |        |        |  |
|  | Olympia Rovereto | Olympia Rovereto | 0               |                 |         |         |        |        |  |
|  | Olympia Rovereto | Olympia Rovereto | 0               |                 |         |         |        |        |  |
|  | Capurso          | Capurso          | 3               |                 |         |         |        |        |  |
|  | Capurso          | Capurso          | 3               |                 | Capurso | Capurso | 5      |        |  |
|  |                  |                  |                 |                 | Capurso | Capurso | 5      |        |  |
|  |                  |                  | Academy Pescara | Academy Pescara | 1       |         |        |        |  |
|  | MestreFenice     | MestreFenice     | Academy Pescara | Academy Pescara | 1       | 3       |        |        |  |
|  | MestreFenice     | MestreFenice     |                 |                 |         |         |        |        |  |
|  | Academy Pescara  | Academy Pescara  | 5               |                 |         |         |        |        |  |

### Semifinali
| Jesi 21 marzo 2025, ore 18:00       | Olympia Rovereto | 0 – 3                     | Capurso | PalaTriccoli |
| Marcatori Nicolas Lorenzo Lamas (3) |                  |                           |         |              |
|                                     |                  |                           |         |              |
|                                     | Marcatori        | Nicolas Lorenzo Lamas (3) |         |              |

| Jesi 21 marzo 2025, ore 20:30                                                                       | MestreFenice | 3 – 5                                       | Academy Pescara | PalaTriccoli |
| Luca Mazzon, Michele Bordignon, Gonzalo Pires Marcatori Diego Rodriguez (4), Eduardo (Dudù) Morgado |              |                                             |                 |              |
| |              |                                             |                 |              |
| Luca Mazzon, Michele Bordignon, Gonzalo Pires                                                       | Marcatori    | Diego Rodriguez (4), Eduardo (Dudù) Morgado |                 |              |

### Finale
| Jesi 22 marzo 2025, ore 14:00 | Capurso | 5 – 1 | Academy Pescara | PalaTriccoli |

## Classifica marcatori

### Totale
| Gol |  |  | Giocatore                                   | Squadra             |
| --- |  |  | ------------------------------------------- | ------------------- |
| 7   |  |  | Ivan Alves Júnior                           | Academy Pescara     |
| 7   |  |  | Nicolas Lorenzo Lamas                       | Capurso             |
| 7   |  |  | Diego Rodriguez                             | Academy Pescara     |
| 4   |  |  | Simao Nathan Zimbabwe De Oliveira           | CUS Molise          |
| 3   |  |  | Marco Rosato                                | Itria               |
| 3   |  |  | Rafael Caregnato (Rafinha)                  | Olympia Rovereto    |
| 3   |  |  | Davide Di Nunzio                            | CUS Molise          |
| 3   |  |  | Andrea Romano                               | Mantova             |
| 3   |  |  | Diego Rodriguez                             | Academy Pescara     |
| 3   |  |  | Gonzalo Pires                               | MestreFenice        |
| 3   |  |  | Dario Sebastian Nardacchione                | Capurso             |
| 2   |  |  | Youssef Hachimi Zeggani                     | Olympia Rovereto    |
| 2   |  |  | Valentino Ricci                             | Itria               |
| 2   |  |  | Luca Mazzon                                 | MestreFenice        |
| 2   |  |  | Davide Cerantola                            | Altamarca           |
| 2   |  |  | Juan Cruz Perri                             | Capurso             |
| 2   |  |  | Alexandre Maltauro                          | MestreFenice        |
| 2   |  |  | Eduardo (Dudù) Morgado                      | Academy Pescara     |
| 1   |  |  | Mattia Pedote                               | Capurso             |
| 1   |  |  | Giuseppe Minghisi                           | Capurso             |
| 1   |  |  | Biagio Paparella                            | Capurso             |
| 1   |  |  | Nicholas Colangelo                          | Capurso             |
| 1   |  |  | Gaetano Petronella                          | Capurso             |
| 1   |  |  | Massimiliano Squeo                          | Capurso             |
| 1   |  |  | Mirko Bazzanella                            | Olympia Rovereto    |
| 1   |  |  | Thyago Augusto Monteiro                     | Olympia Rovereto    |
| 1   |  |  | Nicolò Sandri                               | Elledì Fossano      |
| 1   |  |  | Giovanni Battista Vincenti                  | Elledì Fossano      |
| 1   |  |  | Leonardo Scavino                            | Elledì Fossano      |
| 1   |  |  | Christian Xavier Dos Santos                 | Elledì Fossano      |
| 1   |  |  | Adrian Oanea                                | Elledì Fossano      |
| 1   |  |  | Daniel Araujo                               | Itria               |
| 1   |  |  | Lucas Henz Oechsler (Luquinhas)             | CUS Molise          |
| 1   |  |  | Jacopo Lupi                                 | Lazio               |
| 1   |  |  | Stefano Pilloni                             | Lazio               |
| 1   |  |  | Tonnaso D'Alessandris                       | Lazio               |
| 1   |  |  | Nicolas Bertan (Nikao)                      | Lazio               |
| 1   |  |  | Lorenzo Panzeri                             | Lecco               |
| 1   |  |  | Tiago Ignatiuk Wanderley De Almeida (Guina) | Lecco               |
| 1   |  |  | Barnaba Bui                                 | MestreFenice        |
| 1   |  |  | Nicolò Vailati                              | MestreFenice        |
| 1   |  |  | Cristian Ruzzene                            | MestreFenice        |
| 1   |  |  | Riccardo Crescenzo                          | MestreFenice        |
| 1   |  |  | Omar Chitoui                                | Pordenone           |
| 1   |  |  | Sadat Ziberi                                | Pordenone           |
| 1   |  |  | Tilen Štendler                              | Pordenone           |
| 1   |  |  | Luca Mohamed Kamel                          | Roma                |
| 1   |  |  | Carlo Houenou                               | Altamarca           |
| 1   |  |  | Andrea Falcone                              | Polisportiva Futura |
| 1   |  |  | Luigi Musumeci                              | Polisportiva Futura |
| 1   |  |  | José Pizetta Eriel                          | Polisportiva Futura |
| 1   |  |  | Humberto Honorio                            | Polisportiva Futura |
| 1   |  |  | Mario Quinto                                | New Taranto         |
| 1   |  |  | Rodrigo Lopes                               | New Taranto         |
| 1   |  |  | Guido Leonardo Grandinetti                  | New Taranto         |
| 1   |  |  | Giuseppe Scopelliti                         | Polisportiva Futura |
| 1   |  |  | Leandro Liviero                             | Academy Pescara     |
| 1   |  |  | Alessandro Piccione                         | Academy Pescara     |
| 1   |  |  | Eduardo (Dudù) Morgado                      | Academy Pescara     |
| 1   |  |  | Mattia Mazzei                               | Capurso             |
| 1   |  |  | Riccardo Gastaldello                        | Olympia Rovereto    |
| 1   |  |  | Lorenzo Festini                             | Olympia Rovereto    |
| 1   |  |  | Cerbone Daniele                             | Elledì Fossano      |
| 1   |  |  | Jacopo Ugas                                 | Capurso             |
| 1   |  |  | Luca Mazzon                                 | MestreFenice        |
| 1   |  |  | Michele Bordignon                           | MestreFenice        |

### Final Four
| Gol |  |  | Giocatore                    | Squadra         |
| --- |  |  | ---------------------------- | --------------- |
| 5   |  |  | Nicolas Lorenzo Lamas        | Capurso         |
| 4   |  |  | Diego Rodriguez              | Academy Pescara |
| 2   |  |  | Eduardo (Dudù) Morgado       | Academy Pescara |
| 2   |  |  | Dario Sebastian Nardacchione | Capurso         |
| 1   |  |  | Gonzalo Pires                | MestreFenice    |
| 1   |  |  | Luca Mazzon                  | MestreFenice    |
| 1   |  |  | Michele Bordignon            | MestreFenice    |